# Aztecaster pyramidatus
Aztecaster pyramidatus là một loài thực vật có hoa trong họ Cúc. Loài này được (B.L.Rob. & Greenm.) G.L.Nesom mô tả khoa học đầu tiên năm 1993.